# Diopsis gnu
Diopsis gnu är en tvåvingeart som beskrevs av Friedrich Georg Hendel 1923. Diopsis gnu ingår i släktet Diopsis och familjen Diopsidae.
Artens utbredningsområde är Kenya. Inga underarter finns listade i Catalogue of Life.